# Südliches Oberrheintiefland
Das Südliche Oberrheintiefland ist eine naturräumliche Haupteinheit innerhalb der naturräumlichen Gliederung Deutschlands und gehört zur Großregion zweiter Ordnung 20–23 (D 53) Oberrheinisches Tiefland.

## Kenndaten
Es führt die Nr. 20 in der Systematik des Handbuchs der naturräumlichen Gliederung Deutschlands von Meynen/Schmithüsen (1953–1962). Das Gebiet ist laut diesem Handbuch 901,6 km² groß und hat zwischen dem Rhein und dem Schwarzwald eine Breite von rund 20 km. Es erstreckt sich von Basel bis zum Kaiserstuhl.

## Naturräumliche Gliederung
In den Einzelblättern 1:200.000 Nr. 177 Offenburg (1967)  und Nr. 185 Freiburg (1964) der Geographischen Landesaufnahme der Bundesanstalt für Landeskunde wurde das Südliche Oberrheintiefland wie folgt untergliedert:
- 200 Colmar-Neuenburger Rheinebene
- (im Handbuch der naturräumlichen Gliederung Deutschlands noch Markgräfler Rheinebene genannt)
  - 200.0 Rheinaue
    - 200.02 Breisacher Aue
    - 200.03 Burkheimer Aue

  - 200.1 Hochgestade des Rheins
    - 200.12 Hausen-Rimsinger Hochgestade
    - 200.13 Breisacher Alluvialebene

- 201 Markgräfler Hügelland
  - 201.0 Nördliches Hügelland
    - 201.00 Hügelheim-Heitersheimer Hügelland
    - 201.01 Britzingen-Ballrechtener Vorberge

  - 201.1 Mittleres Markgräfler Hügelland
    - 201.10 Auggen-Schliengener Lößhügelland
    - 201.11 Lipburg-Feuerbacher Waldhügel

  - 201.2 Südliches Markgräfler Hügelland
    - 201.21 Bamlach-Schallbacher Lößhügelland
    - 201.21 Tüllinger Berg

  - 201.3 Unteres Wiesental

- 202 Freiburger Bucht
  - 202.0 Staufener Bucht
    - 202.00 Neumagen-Möhliner Niederung
    - 202.01 Staufener Schloßberg

  - 202.1 Schönberggruppe
    - 202.10 Schneeburg-Hohfirst-Rücken
    - 202.11 Hexental und Lorettoberg
    - 202.12 Batzenberg

  - 202.2 Tuniberg-Mengener Brücke
    - 202.20 Mengener Brücke
    - 202.21 Tuniberg

  - 202.3 Mooswald
  - 202.4 Nimburger Rücken
  - 202.5 Elz-Dreisam-Niederung

- 203 Kaiserstuhl mit Sasbach-Jechtinger Höhen und Limberg
  - 203.0 Hoher Kaiserstuhl
    - 203.01 Westlicher Kaiserstuhl
    - 203.02 Östlicher Kaiserstuhl

  - 203.1 Sasbach-Jechtinger Höhen mit Limberg